# Árpád Sipos
Árpád Sipos (ur. 23 października 1961) – węgierski zapaśnik walczący w stylu klasycznym.
Zajął czwarte miejsce na mistrzostwach świata w 1985 i 1986; piąte w 1983. Złoty medalista mistrzostw Europy w 1986 i brązowy w 1985; czwarty w 1981 i 1983. Drugi w Pucharze Świata w 1986. Mistrz świata juniorów w 1981 i Europy w 1980 roku.